# عين مرة (أولاد اجانة)
عين مرة هو دُوَّار يقع بجماعة رأس الواد، إقليم تاونات، جهة فاس مكناس في المملكة المغربية. ينتمي الدوّار لمشيخة أولاد اجانة التي تضم 13 دوار. يقدر عدد سكانه بـ 332 نسمة حسب الإحصاء الرسمي للسكان والسكنى لسنة 2004.

## روابط خارجية
- البوابة الوطنية للجماعات الترابية نسخة محفوظة 12 مارس 2018 على موقع واي باك مشين.
- المندوبية السامية للتخطيط